# Алинце
Вижте пояснителната страница за други значения на Алинци.
Алинце или Алинци (на македонска литературна норма: Аљинце) е село в Северна Македония, в община Старо Нагоричане.

## География
Селото е разположено в областта Средорек в най-западните склонове на планината Герман.

## История
В края на XIX век Алинце е българско село в Кумановска каза на Османската империя. Според статистиката на Васил Кънчов („Македония. Етнография и статистика“) от 1900 година Алинци е населявано от 385 жители българи християни.
Цялото християнско население на селото е под върховенството на Българската екзархия. По данни на секретаря на екзархията Димитър Мишев („La Macédoine et sa Population Chrétienne“) в 1905 година в Алинци има 344 българи екзархисти. Според секретен доклад на българското консулство в Скопие всичките 48 къщи в селото през 1904 година под натиска на сръбската пропаганда в Македония признават Цариградската патриаршия.
Според преброяването от 2002 година селото има 32 жители, всички северномакедонци.

## Личности
Родени в Алинце
- Тодор Тасев, български революционер от ВМОРО, четник на Васил Аджаларски[5]